# Dereneu
Dereneu è un comune della Moldavia situato nel distretto di Călărași di 1.372 abitanti al censimento del 2004

## Località
Il comune è formato dall'insieme delle seguenti località (popolazione 2004):
- Dereneu (1.119 abitanti)
- Bularda (149 abitanti)
- Duma (104 abitanti)